# Знаменська сільська рада (Белебеївський район)
Зна́менська сільська рада (рос. Знаменский сельский совет) — муніципальне утворення у складі Белебеївського району Башкортостану, Росія. Адміністративний центр — село Знаменка.

## Населення
Населення — 2004 особи (2019, 2285 в 2010, 2541 в 2002).

## Склад
До складу поселення входять такі населені пункти:
| Населений пункт       | Населення, осіб (2002) | Населення, осіб (2010) |
| --------------------- | ---------------------- | ---------------------- |
| Березовка, присілок   | 18                     | 4                      |
| Знаменка, село        | 2043                   | 1879                   |
| Мочилки, присілок     | 132                    | 113                    |
| Новоказанка, присілок | 56                     | 52                     |
| Новосараєво, присілок | 292                    | 237                    |